# Pseudalus limonia
Pseudalus limonia är en fjärilsart som beskrevs av William Schaus 1896. Pseudalus limonia ingår i släktet Pseudalus och familjen björnspinnare. Inga underarter finns listade i Catalogue of Life.